# Tristagma yauriense
Tristagma yauriense är en amaryllisväxtart som beskrevs av Pierfelice Ravenna. Tristagma yauriense ingår i släktet Tristagma och familjen amaryllisväxter. Inga underarter finns listade i Catalogue of Life.